# Municipio San Ignacio de Velasco
Das Municipio San Ignacio ist ein Verwaltungsbezirk im Departamento Santa Cruz im südamerikanischen Anden-Staat Bolivien.

## Lage im Nahraum
Das Municipio San Ignacio ist eines von drei Municipios der Provinz José Miguel de Velasco und grenzt im Norden an das Departamento Beni, im Westen an die Provinz Ñuflo de Chávez, im Südwesten an das Municipio San Miguel, im Südosten an das Municipio San Rafael und an die Provinz Chiquitos und im Osten an die Republik Brasilien.
Größte Ortschaft und Verwaltungssitz der Provinz ist die Mittelstadt San Ignacio de Velasco mit 23.126 Einwohnern (Volkszählung 2012) im südlichen Teil des Municipios.

## Geographie
Das Municipio San Ignacio liegt im bolivianischen Tiefland in der Region Chiquitanía, einer teilweise noch unberührten Landschaft zwischen Santa Cruz und der brasilianischen Grenze.
Das Klima der Region ist ein semi-humides Klima der warmen Tropen. Die monatlichen Durchschnittstemperaturen schwanken im Jahresverlauf nur geringfügig zwischen 20,8 °C im Juni und 26,8 °C im Oktober, wobei sie zwischen September und März fast konstant um 26 °C liegen. Das Temperatur-Jahresmittel beträgt 24,5 °C (siehe Klimadiagramm).
Die jährliche Niederschlagsmenge liegt im langjährigen Mittel bei 1257 mm. Drei Viertel des Niederschlags fallen in der Regenzeit von November bis März, während in der Trockenzeit in den ariden Monaten Juni, Juli und August kaum je 30 mm pro Monat fallen.
Im Norden des Municipios liegt der Nationalpark Noel Kempff Mercado, einer der größten Nationalparks Boliviens.

## Bevölkerung
Die Einwohnerzahl des Municipios ist zwischen 1992 und 2024 auf mehr als das Doppelte angestiegen:
| Jahr | Einwohner | Quelle       |
| ---- | --------- | ------------ |
| 1992 | 31.594    | Volkszählung |
| 2001 | 41.412    | Volkszählung |
| 2012 | 52.276    | Volkszählung |
| 2024 | 67.610    | Volkszählung |

Die Bevölkerungsdichte im Municipio bei der letzten Volkszählung von 2024 betrug 1,4 Einwohner/km², der Anteil der städtischen Bevölkerung lag bei 44,2 Prozent.

## Politik
Ergebnis der Regionalwahlen (concejales del municipio) vom 4. April 2010:
| Wahl- berechtigte |  | Wahl- beteiligung | gültige Stimmen |  | FA     | ACHA   | MAS-IPSP | OICH  |
| ----------------- |  | ----------------- | --------------- |  | ------ | ------ | -------- | ----- |
| 17.751            |  | 15.263            | 11.650          |  | 7.088  | 2.659  | 1.232    | 671   |
|                   |  | 86,0 %            | 76,3 %          |  | 60,8 % | 22,8 % | 10,6 %   | 5,8 % |

Ergebnis der Regionalwahlen (elecciones de autoridades políticas) vom 7. März 2021:
| Wahl- berechtigte |  | Wahl- beteiligung | gültige Stimmen |  | CREEMOS | MAS-IPSP | UNIDOS | SOL    | MNR    | ASIP   |
| ----------------- |  | ----------------- | --------------- |  | ------- | -------- | ------ | ------ | ------ | ------ |
| 32.642            |  | 27.708            | 24.837          |  | 15.371  | 6.322    | 1.466  | 947    | 445    | 286    |
|                   |  | 84,88 %           | 89,64 %         |  | 61,89 % | 25,45 %  | 5,90 % | 3,81 % | 1,79 % | 1,15 % |

## Gliederung
Das Municipio San Ignacio untergliederte sich bei der letzten Volkszählung von 2012 in die folgenden drei Kantone (cantones):
- 07-0301-01 Kanton San Ignacio – 149 Ortschaften – x Einwohner (2001: 35.086 Einwohner)
- 07-0301-02 Kanton Santa Ana de Velasco – 11 Ortschaften – 1.765 Einwohner (2001: 2.287 Einwohner)
- 07-0301-03 Kanton Santa Rosa de la Roca – 26 Ortschaften – 4.173 Einwohner (2001: 4.039 Einwohner)

## Ortschaften
- Kanton San Ignacio
  - San Ignacio de Velasco 23.126 Einw. – Santa Rosa de Roca 1992 Einw. – San Javierito 957 Einw. – San Jorge de los Tantalios 734 Einw. – Carmen de Ruíz 704 Einw. – Candelaria de Noza 590 Einw. – San Rafaelito de Sutuniquiña 539 Einw. – San Miguelito 395 Einw.

- Kanton Santa Ana
  - Santa Ana de Velasco 704 Einw. – San Rafaelito de Suponema 459 Einw.

- Kanton Santa Rosa de la Roca
  - Santa Rosa de Roca 841 Einw. – San Martín 714 Einw. – Santa Clara de La Estrella 483 Einw. – Cruz de Soliz 462 Einw. – Villa Nueva Santa Rosa 327 Einw. – San Rafaelito 210 Einw.